# Herb Gardiner

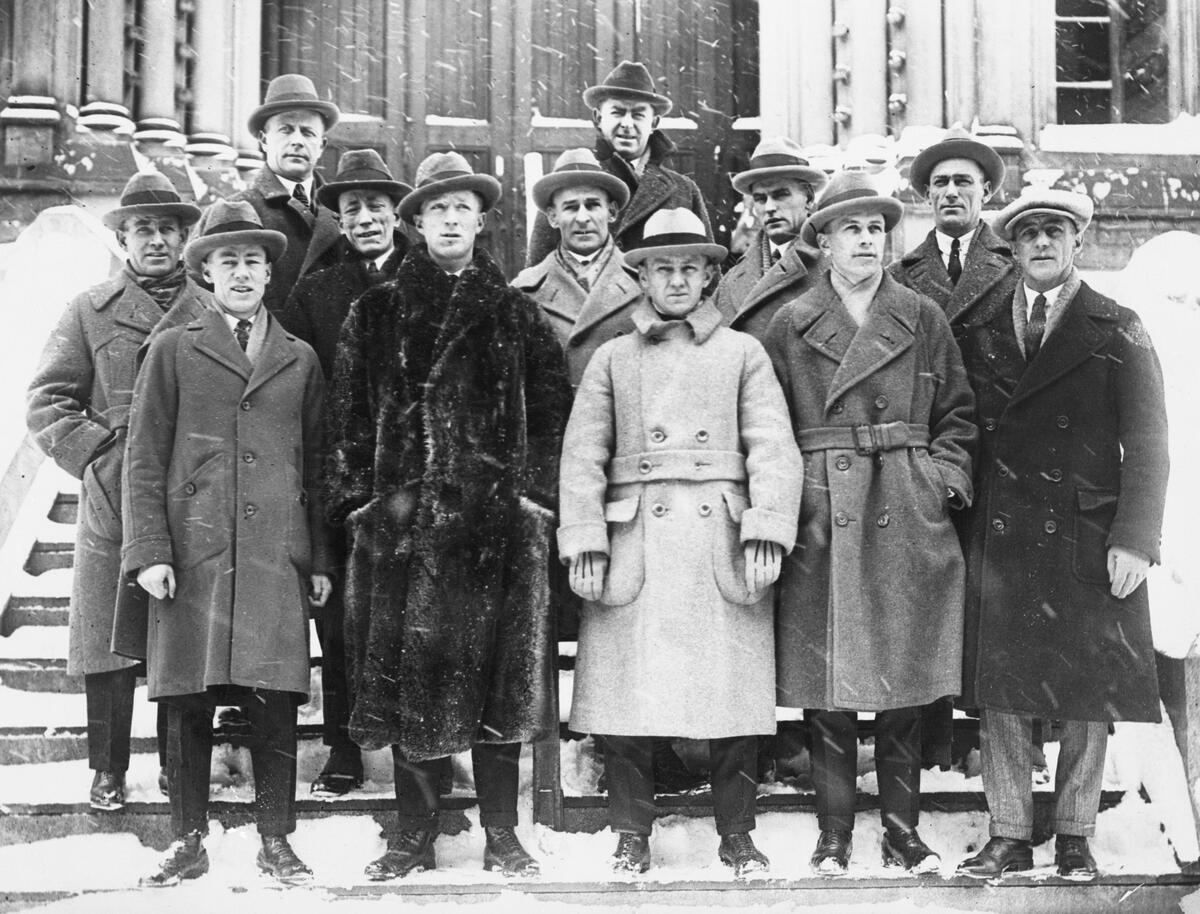
Herb Gardiner, längst till höger i mittenraden, med Calgary Tigers 1924 inför Stanley Cup-finalen mot Montreal Canadiens.

Herbert Martin Gardiner, född 8 maj 1891 i Winnipeg, död 11 januari 1972 i Philadelphia, var en kanadensisk professionell ishockeyspelare.

## Karriär
Herb Gardiner inledde ishockeykarriären med Winnipeg Victorias i hemstaden Winnipeg 1908. Efter säsongen 1909–10 gjorde Gardiner ett längre uppehåll från ishockeyn, med endast tre spelade matcher för Calgary Monarchs i AAHL säsongen 1914–15, innan han återvände till sporten och Calgary Rotary Club i CSrHL säsongen 1918–19. Åren 1919–1921 spelade Gardiner för Calgary Wanderers respektive Calgary Tigers i Big-4 League.
Säsongen 1921–22 blev Gardiner professionell vid en ålder av 30 år då Calgary Tigers gick med i den nybildade ligan Western Canada Hockey League. Säsongen 1923–24 vann Tigers WCHL:s ligaslutspel efter att ha besegrat Regina Capitals i ett dubbelmöte med siffrorna 2-2 och 2-0. Calgary Tigers besegrade därefter PCHA:s mästarlag Vancouver Maroons med 2-1 i matcher och kvalificerade sig för Stanley Cup-final mot Montreal Canadiens från NHL. Montreal Canadiens blev dock en alldeles för svår nöt att knäcka för Calgary Tigers som föll platt i två matcher med siffrorna 1-6 och 0-3.
Säsongen 1926–27 bytte Gardiner lag och liga då han flyttade till Montreal Canadiens för spel i NHL och gjorde direkt avtryck genom att vinna Hart Trophy som ligans mest värdefulle spelare. Gardiner spelade med Canadiens fram till och med säsongen 1928–29 då han även såg speltid som spelande tränare för Chicago Black Hawks. Efter att ha avslutat NHL-karriären tränade Gardiner Philadelphia Arrows i Canadian-American Hockey League och gjorde även några kortare inhopp som spelare för laget.
Gardiner valdes in i Hockey Hall of Fame 1958.

## Statistik

### Spelare
Can-Am = Canadian-American Hockey League
| 1908–09           | Winnipeg Victorias  | WSrHL             |     |    |    |    |    |   |   |   |   |    |
| 1909–10           | Winnipeg Victorias  | WSrHL             | 2   | 3  | 0  | 3  | 0  | — | — | — | — | —  |
| 1914–15           | Calgary Monarchs    | AAHL              | 3   | 4  | 0  | 4  | –  | – | – | – | – | –  |
| 1918–19           | Calgary Rotary Club | CSrHL             | 9   | 8  | 3  | 11 | 24 | 6 | 4 | 4 | 8 | —  |
| 1919–20           | Calgary Wanderers   | Big-4 League      | 12  | 8  | 9  | 17 | 6  | 2 | 0 | 0 | 0 | 2  |
| 1920–21           | Calgary Tigers      | Big-4 League      | 13  | 3  | 7  | 10 | 6  | — | — | — | — | —  |
| 1921–22           | Calgary Tigers      | WCHL              | 24  | 4  | 1  | 5  | 6  | 2 | 0 | 0 | 0 | 0  |
| 1922–23           | Calgary Tigers      | WCHL              | 29  | 9  | 3  | 12 | 9  | — | — | — | — | —  |
| 1923–24           | Calgary Tigers      | WCHL              | 22  | 5  | 5  | 10 | 4  | 2 | 1 | 0 | 1 | 0  |
|                   |                     | West-P            | –   | –  | –  | –  | –  | 3 | 1 | 1 | 2 | 0  |
|                   |                     | Stanley Cup       | –   | –  | –  | –  | –  | 2 | 1 | 0 | 1 | 0  |
| 1924–25           | Calgary Tigers      | WCHL              | 28  | 12 | 8  | 20 | 18 | 2 | 0 | 0 | 0 | 0  |
| 1925–26           | Calgary Tigers      | WHL               | 27  | 3  | 1  | 4  | 10 | — | — | — | — | —  |
| 1926–27           | Montreal Canadiens  | NHL               | 44  | 6  | 6  | 12 | 26 | 4 | 0 | 0 | 0 | 10 |
| 1927–28           | Montreal Canadiens  | NHL               | 44  | 4  | 3  | 7  | 26 | 2 | 0 | 1 | 1 | 4  |
| 1928–29           | Chicago Black Hawks | NHL               | 13  | 0  | 0  | 0  | 0  | — | — | — | — | —  |
|                   | Montreal Canadiens  | NHL               | 7   | 0  | 0  | 0  | 0  | 3 | 0 | 0 | 0 | 2  |
| 1929–30           | Philadelphia Arrows | Can-Am            | 1   | 0  | 0  | 0  | 0  | – | – | – | – | –  |
| 1931–32           | Philadelphia Arrows | Can-Am            | 1   | 0  | 0  | 0  | 0  | – | – | – | – | –  |
| 1934–35           | Philadelphia Arrows | Can-Am            | 12  | 0  | 0  | 0  | 0  | — | — | — | — | —  |
| WCHL + WHL totalt | WCHL + WHL totalt   | WCHL + WHL totalt | 130 | 33 | 18 | 51 | 47 | 6 | 1 | 0 | 1 | 0  |
| NHL totalt        | NHL totalt          | NHL totalt        | 108 | 10 | 9  | 19 | 59 | 9 | 0 | 1 | 1 | 16 |

### Tränare
M = Matcher, V = Vinster, F = Förluster, O = Oavgjorda, P = Poäng, Div. = Divisionsresultat
| Lag                | Säsong     | Grundserie | Grundserie | Grundserie | Grundserie | Grundserie | Grundserie              | Slutspel |
| Lag                | Säsong     | M          | V          | F          | O          | P          | Div.                    | Resultat |
| ------------------ | ---------- | ---------- | ---------- | ---------- | ---------- | ---------- | ----------------------- | -------- |
| Chicago Blackhawks | 1928–29    | 32         | 5          | 23         | 4          | 14         | 5:a i American Division | –        |
| Totalt NHL         | Totalt NHL | 32         | 5          | 23         | 4          | 14         |                         |          |